# Tauplitzalm
Die Tauplitzalm ist ein Hochplateau im steirischen Teil des Salzkammerguts. Das Plateau befindet sich im Südosten des Toten Gebirges und liegt auf einer Höhe von 1600 m ü. A. bis 2000 m ü. A. Es erstreckt sich zwischen Lawinenstein im Westen und Schwarzensee im Osten und umfasst eine Fläche von etwa 5 km². Die Tauplitzalm ist das größte Seeplateau der nördlichen Kalkalpen. Die Tauplitzalm ist vom Ort Tauplitz per Sesselbahn oder von Bad Mitterndorf aus über die Tauplitzalm Alpenstraße (1621 m ü. A., ⊙) erreichbar. Auf der Tauplitzalm existiert eine ausgeprägte touristische Infrastruktur, so befinden sich dort mehrere Bewirtungs- und Beherbungsbetriebe (Linzer Tauplitz-Haus), ein Skigebiet und seit 1963 auch eine eigene Kirche. 

## Geografie
Am Hochplateau der Alm gibt es sechs Seen. Neben den drei größten, dem Steirersee, dem Schwarzensee und dem Großsee, sind dies der Krallersee, der Märchensee und der Tauplitzsee.
Die bekanntesten Berge im Bereich der Tauplitzalm sind der Lawinenstein (1965 m), der Sturzhahn (2028 m ü. A.), der Traweng (1981 m) und der Almkogel (2116 m). Auf den Traweng führt der Gamsblickklettersteig, der im Ganzen mit der Schwierigkeit C (schwierig) bewertet wird. Weitere Berge sind u. a. der Schneiderkogel, der Mitterberg, der Roßkogel, der Tranebenkogel, der Grubstein, der Gamsspitz, der Gamsstein und das Steileck, welches aber etwas östlich liegt.

## Bergsport

### Hütten und Hotels
Auf der Tauplitzalm gibt es zahlreiche Beherbergungsbetriebe, Hütten und Gasthäuser, von denen die Mehrheit während der Skisaison geöffnet hat. Einige davon sind:
- Holl-Haus
- Alpengasthof Hierzegger
- Linzer Tauplitz-Haus
- Naturfreundehaus
- Berghof Tauplitzalm
- Steirerhof
- Wander- und Sporthotel Kirchenwirt
- Hotel Alpenrose
- Grazerhütte
- s´Kriemandl
- Hotel Alpen Arnika
- Trawenghütte

### Wandern
Im Sommer laden Wanderungen u. a. zu den Bergseen ein, wo sich in der zerklüfteten Karstlandschaft viele seltene alpine Pflanzen und Tiere finden.
Eine beliebte Tour startet direkt auf der Tauplitzalm. Von dort geht es weiter Richtung Osten, an Tauplitzsee, Steirersee und Schwarzensee vorbei. Danach gelangt man an die Leistalmhütte, wo man nun den rechten Weg nimmt. Auf dem Weg Nr. 218 biegt man bald auf 1649 m links ab und geht in Richtung Norden. Nach einer Scharte und über einen steinigen Westrücken gelangt man zum Gipfel des Almkogels auf 2116 m.

### Wintersport
Die Tauplitz gilt als Wiege des alpinen Schisports in den Ostalpen, bereits um 1910 wurden die ersten Schihütten errichtet und Schikurse (u. a. von Mathias Zdarsky) abgehalten. Das Gebiet der Alm befand sich damals im Besitz von Erzherzog Friedrich von Österreich-Teschen, der mehrmals Preise für Skirennen stiftete.
1935 wurde am Schneiderkogel von Viktor Hierzegger einer der ersten Skilifte Österreichs gebaut und in Betrieb genommen, es war dies eine primitive Form des heutigen Schleppliftes. Der 1952 eröffnete Einser-Sessellift von Tauplitz auf die Tauplitzalm war zur Zeit seiner Errichtung der längste Sessellift der Welt.
Das heutige Wintersportgebiet „die Tauplitz“ besitzt insgesamt 43 Kilometer Pistenlänge in Höhen von 900 m ü. A. – 1965 m ü. A. sowie 16 Liftanlagen.

#### Lifte und Bahnen
Schlepplifte, Tellerlifte und Seillifte sind in folgender Liste nicht enthalten.
| Seilbahn       | Art                                                  | Inbetrieb- nahme | Länge (in m) | Personen- kapazität pro Stunde |
| -------------- | ---------------------------------------------------- | ---------------- | ------------ | ------------------------------ |
| Tauplitz 1     | 4er Hochgeschwindigkeits-Sesselbahn mit Abdeckhauben | 1995             | 1872         | 1.600                          |
| Tauplitz 2     | 4er Hochgeschwindigkeits-Sesselbahn mit Abdeckhauben | 1993             | 2021         | 1.600                          |
| Schneiderkogel | 4er Sesselbahn fixgeklemmt                           | 2001             | 0557         | 2.140                          |
| Lawinenstein   | 6er Hochgeschwindigkeits-Sesselbahn mit Abdeckhauben | 2002             | 1300         | 2.215                          |
| Mitterstein 1  | 8er Kabinen-Einseilumlaufbahn                        | 2010             | 1300         | 2.380                          |
| Mitterstein 2  | 8er Kabinen-Einseilumlaufbahn                        | 2010             | 1098         | 2.380                          |